# K-171
Le K-171 est un SNLE de classe Delta I/ projet 667B de la marine soviétique.
Mis sur cale le 24 janvier 1973 et entré en service fin 1974, il se rendit célèbre en larguant accidentellement une ogive nucléaire, le 8 septembre 1977, près des côtes du Kamtchatka. 
Il aurait connu par la suite en 1978 une panne d'un réacteur nucléaire, à la suite d'un comportement inadéquat de l'équipage ; l'accident fait trois morts.